# Joseph Babinski

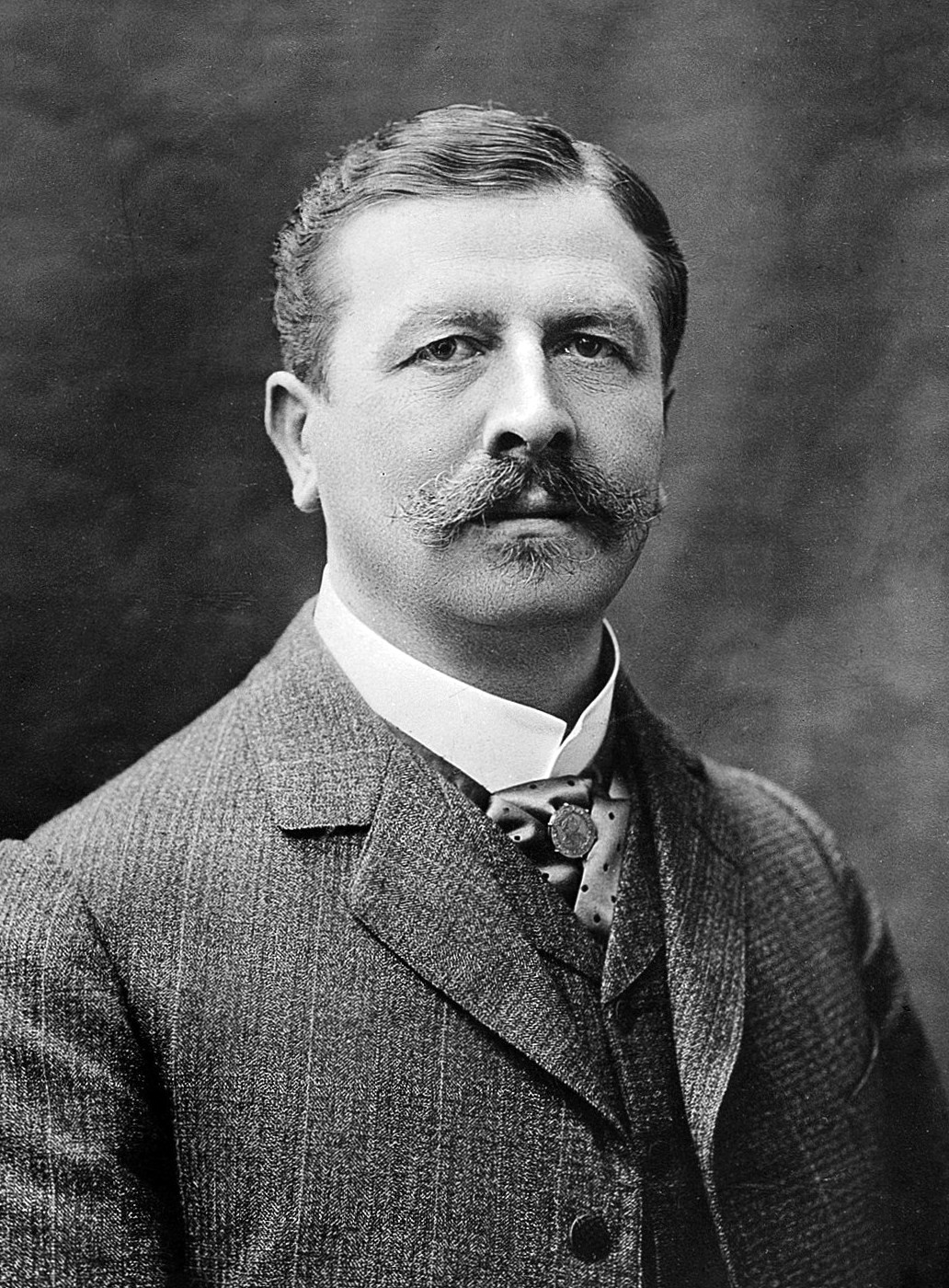
Joseph Babinski

Joseph Jules François Félix Babinski, polska: Józef Julian Franciszek Feliks Babiński, född 17 november 1857, död 29 oktober 1932, fransk neurolog av polsk härkomst.
Under sina medicinstudier kom han tidigt i kontakt med Jean-Martin Charcot vid la Salpêtrière i Paris. År 1884 tog han sin examen med en avhandling som handlade om MS. 1895 utsågs han till chef de clinique vid Hôpital de la Pitié, där han stannade fram till sin pensionering 1922. 
Babinski följde i sin lärares, Charcots, fotspår och intresserade sig för hysterins patologi. Han var den förste som presenterade acceptabla diagnosskillnader för hysteri och organiska sjukdomar.
1896 beskrev han för Société de biologie vad som numera är känt som Babinskis tåfenomen. Fenomenet upptäcktes i och för sig redan tre år tidigare av Ernst Julius Remak, men det var Babinski som insåg den praktiska användningen. Två år senare följde han upp upptäckten genom att publicera en komplett redogörelse för fenomenet samt flera fallstudier i La Semaine médicale. 
Förutom att ha givit namn åt tåfenomenet så förekommer hans namn hos Anton-Babinskis syndrom, Babinskis metod, Babinskis syndrom, Babinski-Froments syndrom, Babinski-Fröhlichs syndrom, Babinski-Nageottes syndrom. Dessutom grundade han tillsammans med några kolleger
Société de neurologie de Paris